# Großbüllesheim
Großbüllesheim is een plaats in de Duitse gemeente Euskirchen, deelstaat Noordrijn-Westfalen, en telt 2092 inwoners (2006).